# Exheterolocha retifera
Exheterolocha retifera là một loài bướm đêm trong họ Geometridae.